# Vous habitez chez vos parents ?
Pour plus de détails, voir Fiche technique et Distribution.
Vous habitez chez vos parents ? est un film français de Michel Fermaud sorti en 1983.

## Synopsis
Un industriel voit sa vie bousculée par l'arrivée de polyvalents.

## Fiche technique
- Réalisation : Michel Fermaud
- Scénario : Michel Fermaud
- Montage : Marie-Josèphe Yoyotte
- Musique : Ed Welch
- Photographie : Emmanuel Machuel
- Date de sortie : 10 août 1983 (France)
- Durée : 81 minutes

## Distribution
- Michel Galabru : André Martell, industriel dans la chaussure
- Claire Maurier : Alice Martell, la femme d'André
- Madeleine Barbulée : Mammy, la mère d'Alice
- Grace de Capitani : Dominique la fille aînée des Martell
- Sophie Caffarel : Dany Martell, la fille cadette des Martell
- Alexandre Sterling : François Martell, le fils des Martell
- Isabelle Mergault : Andromaque, la bonne
- Sonia Vollereaux : Pinky, la petite amie de François
- Jean-Paul Comart : Georges Gourdiguenave, inspecteur du fisc
- Jacques Legras : Gaspard, contrôleur du fisc
- Emmanuelle Parèze : Mme Gaspard (créditée comme Emmanuelle Belda)
- Catherine Morin : Bordier, la secrétaire de Martell
- Philippe Bouvard : lui-même
- Patrice Dozier : Megy, l'ami de Mammy
- Pascal Ternisien : un policier

## Autour du film
- L'affiche du film a été dessinée par Jean Solé[1]
- L'acteur Jean-Paul Comart est orthographié Jean-Paul Connart au début du film.